# Доримский железный век

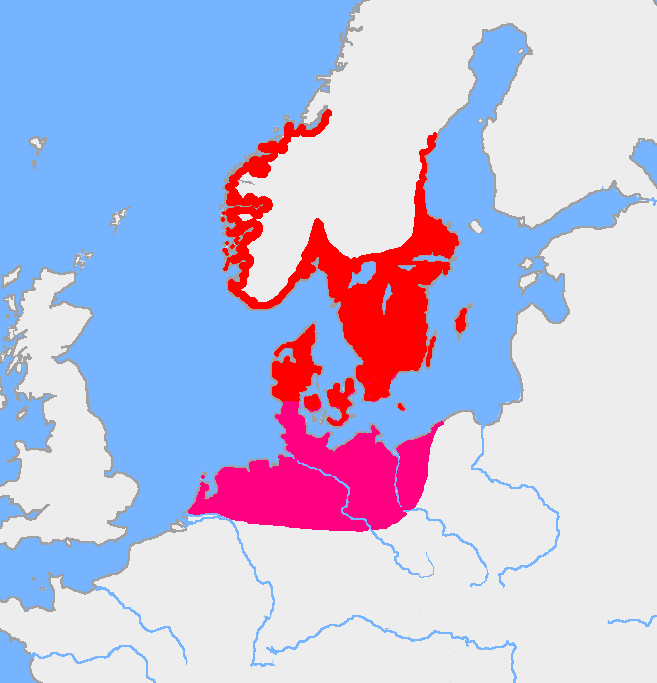
Доримский железный век Северной Европы, IV-I вв. до н. э.

Доримский железный век Северной Европы — понятие, охватывающее ранний железный век на территории Скандинавии, северной Германии и Нидерландов к северу от Рейна (V—I вв. до н. э.). В регионах, где существовали германские культуры доримского железного века, были проведены широкомасштабные археологические раскопки, найдено большое количество артефактов. Эти культуры являются прямыми наследниками — без перерывов и зияний — культур нордического бронзового века, однако отличаются от последних присутствием сильного влияния кельтской гальштатской культуры, существовавшей в то время в Центральной Европе. Позднее гальштатскую культуру сменила латенская, которая также оказывала влияние на германцев. К I в. до н. э. римское влияние стало заметным даже на территории Дании, и вскоре наступает эпоха римского железного века.

## Характеристика
Впервые археологи задумались о разделении железного века на доримский и римский периоды, когда Эмиль Ведель (Emil Vedel) раскопал в 1866 г. ряд артефактов железного века на острове Борнхольм. В них отсутствовали следы римского влияния, столь характерные для большинства других артефактов начала н. э., что говорило о том, что часть северной Европы оставалась вне сферы римского влияния в начале железного века.
Железный век на севере Европы явно отличается от более южной кельтской латенской культуры, чья развитая технология обработки железа оказала значительное влияние на более северные культуры, которые около 600 г. до н. э. начали добывать болотное железо из руды в торфяных болотах — эту технологию они заимствовали у кельтов. Наиболее древние обнаруженные железные предметы — иглы; также к тому периоду относятся железные орудия с гранями, мечи и серпы. Продолжали в тот период использовать и бронзу, однако большей частью для украшений. В частности, из бронзы изготавливали шейные гривны и котлы, стиль которых продолжал традиции бронзового века. Среди наиболее примечательных находок — серебряный котёл из Гундеструпа и повозки из Дейбьерга (Ютландия) — две деревянных четырёхколёсных повозки с отдельными деталями из бронзы.
Погребальные обычаи продолжали практику бронзового века, продолжавшуюся ещё со времён культуры полей погребальных урн: тела сжигались, а пепел помещали в урны. Постепенно влияние центральноевропейской латенской культуры распространилось на территорию Скандинавии из северо-западной Германии: находки этого периода обнаружены практически во всех провинциях южной Скандинавии: это мечи, кованые детали щитов, наконечники копий, ножницы, серпы, клещи, ножи, иглы, пряжки, котлы и др.

## Экспансия германцев

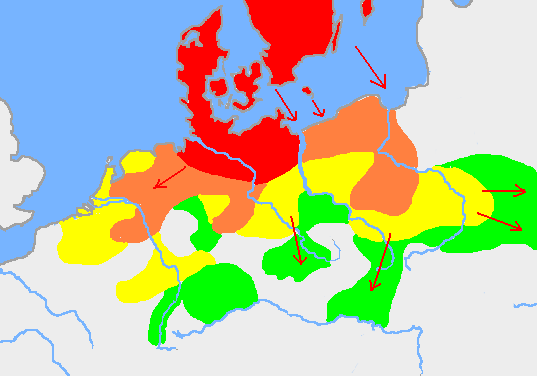
Распространиение германских племён 750 г. до н. э. — 1 г. н. э. (по данным Penguin Atlas of World History 1988):
Поселения до 750 г. до н. э.
Новые поселения к 500 г. до н. э.
Новые поселения к 250 г. до н. э.
новые поселения к 1 г. н. э.

На культурные изменения, характеризовавшие конец бронзового века, повлияла экспансия гальштатской культуры с юга. В то же время похолодал климат, что привело к резким изменениям во флоре и фауне. В Скандинавии археологи нередко именуют этот период «эпохой без находок» (Findless Age), поскольку находки этого периода действительно отсутствуют. В то время как находки в Скандинавии свидетельствуют об уменьшении численности населения, южная часть группы культур доримского железного века — ясторфская культура — распространялась на юг. Таким образом, изменения в климате способствовали экспансии на юг носителей культур доримского железного века — предположительно германцев — в континентальную Европу.
Археологи по-разному интерпретируют распространение предков германцев: с точки зрения одних, материальная культура отражает воинственное распространение нового населения на юг с частичным вытеснением или уничтожением прежнего населения («демическую диффузию»), тогда как другие считают, что речь идёт лишь о распространении культурных и технологических инновациях при незначительных миграциях (культурная диффузия).
Носители культур доримского железного века говорили, с большой вероятностью, на германских языках. Местоположение данного языка на древе индоевропейских языков неизвестно: это мог быть прагерманский язык или один из его потомков.
В конце доримского железного века происходят первые столкновения с Древним Римом. Поражение тевтонов и кимвров в битве при Аквах Секстиевых в 102 г. до н. э. стало предвестником наступления новых, более бурных эпох — римского железного века и великого переселения народов.